# 가르니에 드 나뷔레
가르니에 드 나뷔레는 구호기사단의 제10대 단장으로 1190년 1192년까지 복무했다. 그는 아르수프 전투에서 리처드 1세 휘하의 장수로 싸웠다. 그는 제3차 십자군에서 뛰어난 활약을 보여주었다. 그가 참여한 주요 전투에는 아르수프 전투와 아크레 공방전이 있다.

## 아르수프 전투
리처드는 아르수프로 가기 전 야파를 점령하기 전까지 적과의 어떤 교전도 허용하지 않았다. 가르니에 구호기사단은 아르수프로 이동하는 동안 이슬람군으로부터 끊임없는 압박을 받았다. 13세기 기록인 이티네라리움 레지스 리차디에 따르면 당시 가르니에는 한계점에 다다랐고, 그는 리처드에게 공격을 허용해달라고 설득하기 위해 앞으로 갔다
나의 주군이신 왕이시여. 우리는 적에게 격렬한 압박을 받고 있고 우리가 그들의 공격에 맞서 싸우지 않는다면 영원한 오명을 쓸 위험이 있습니다. 우리는 계속 말을 잃고 있는데, 왜 그들의 공격을 참아야 합니까?
그는 리처드에게 기병 공격으로부터 자신들을 구호해달라고 부탁했다. 리처드는 이를 거절하고 "기사단장이여, 당신은 공격을 버텨야 할 사람이오. 어떤 사람도 한번에 어느곳으로 갈 수 없소." 공격이 증가하자 단장과 다른 기사들은 이슬람군과 싸우기 시작했다. 리처드는 자신의 명령이 지켜지지 않자 전부대에 공격을 명했다. 이로 인해 적은 취약점을 드러냈고, 그들의 공격은 실패로 끝나게 되었다. 그러므로 리처드의 명령 불응에도 불구하고 가르니에는 전투를 승리로 이끄는데 기여했다고 볼 수 있다.